# Wythella
Genre
Synonymes
- Neorumphia Durham, 1954

Wythella est un genre éteint d'oursins irréguliers de la famille des Laganidae.

## Description et caractéristiques
Ces oursins sont une famille d'oursins plats, caractéristiques des Laganiformes. Leur test est légèrement ovale, avec une marge fine. La face orale est plate, la face aborale légèrement conique.
Des contreforts internes sont présents à la circonférence, concentriques.
Le disque apical, subcentral, porte 4 gonopores, avec les hydropores disposés dans un creux.
Les pétales sont allongés, légèrement arqués et fermés distalement.
Le périprocte est situé sur la face orale, son ouverture étant limitée par les premières, seconde et troisièmes paires de plaques interambulacraires.
Les aires interambulacraires se terminent adapicalement par une seule plaque.
Des sillons nourriciers sont peu développés, ne s'étendant pas très loin du péristome.
Les ambulacres sont beaucoup plus larges que les interambulacres à l'ambitus.
Cette famille a vécu de l'Éocène moyen jusqu'à la fin de l'Oligocène, dans le sud des États-Unis et aux Caraïbes.

## Liste des genres
Selon l'Echinoid Directory :
- † Wythella eldridgei (Twitchell, 1915) -- Éocène (USA et Jamaïque)
- † Wythella elegans (Sanchez Roig, 1947) -- Oligocène (Cuba)

Le genre Neorumphia Durham, 1954 est considéré comme synonyme.